# 發光聖天竺鯛
發光聖天竺鯛（學名：Nectamia ignitops），為輻鰭魚綱鈎頭魚目天竺鯛科聖天竺鲷屬下的一個種，分布於西太平洋南海海域，深度1至60公尺，本魚體呈橢圓形，體稍側扁，頭大、眼大、口大且斜裂，頜齒細小，鋤骨和腭骨通常具齒，舌上無齒，鰓蓋骨後緣棘不發達，體被弱櫛鱗，背鰭2個，尾鰭截形略凹，體色銀色或棕色，眼睛紅色，尾柄有一白邊的深色橫帶，體長可達7.9公分，棲息礁石區，夜間活動，屬肉食性，以浮游生物為食，繁殖期時，雄魚具有口孵習性，卵約7日化成仔魚，由雄魚吐出，具短暫的仔魚飄浮期，生活習性不明。